# Mamma Mia! (Musical)
Mamma Mia! ist ein Jukebox-Musical, das bekannte Musikstücke der schwedischen Popgruppe ABBA verwendet. Die Kompositionen stammen von Benny Andersson und Björn Ulvaeus, das Libretto mit der Geschichte einer alleinerziehenden Mutter Donna und ihrer Tochter Sophie, die kurz vor ihrer Hochzeit steht, von der britischen Autorin Catherine Johnson.
Das Musical, in dem Welterfolge wie Dancing Queen, Super Trouper und The Winner Takes It All zu hören sind, wird auch als Pop-Komödie bezeichnet. Es zählt derzeit zu den weltweit erfolgreichsten Musicals.

## Die Entstehung
Die Entstehungsgeschichte des Musicals Mamma Mia ist kurios. Nach dem Erfolg ihres Musicals Chess standen Benny Andersson und Björn Ulvaeus (Mitglieder der Band ABBA) der Idee, ein Musical mit den früheren ABBA-Hits aufzuführen, eher skeptisch gegenüber. Sie befürchteten eine seichte Nostalgie-Revue, in der die ABBA-Lieder entfremdet arrangiert würden.
Trotzdem arbeiteten einige Textautoren verschiedene Konzepte aus (unter anderem eine Tierfabel-Variante). Schließlich stellte Catherine Johnson eine „Mutter-Tochter-Geschichte“ in Form einer turbulenten Verwechslungskomödie vor, in der die Musikstücke ideenreich zu einer homogenen Geschichte verbunden wurden. Diesem Konzept stimmten die früheren ABBA-Bandmitglieder zu.
Björn Ulvaeus sagte später: „Mamma Mia! ist ein Musical, von dem wir gar nicht wussten, dass wir es geschrieben haben!“

## Die Handlung
In dem ABBA-Musical geht es nicht um die einzigartige Erfolgsgeschichte der schwedischen Popgruppe, sondern um die alleinerziehende Mutter Donna, die mit ihrer 20-jährigen Tochter Sophie seit den 1970er-Jahren auf einer kleinen griechischen Insel lebt und dort eine selbstgebaute Taverne betreibt.

„,Mamma Mia!‘ verbindet die Tophits von ABBA mit einer schwungvollen Geschichte rund um die Powerfrau Donna und drei ihrer ehemaligen Liebhaber zu einem mitreißenden Jukebox-Musical. […] Trotz des spartanischen Bühnenbilds, das lediglich aus zwei Mauerteilen besteht, die sich verschieben lassen und so jeweils die passende Kulisse als Hafen, Hotel oder Zimmer desselben bilden, wird man als Zuseher in die turbulente Geschichte hineingezogen. Blaues Licht vermittelt das Gefühl, am Meer zu sein, und erinnert immer wieder an den sommerlich-griechischen Schauplatz von ,Mamma Mia!‘“

### 1. Akt
Sophie lädt zu ihrer anstehenden Hochzeit ihre drei möglichen Väter ein. (I Have a Dream) Allerdings fügt sie dabei nicht hinzu, dass einer von den dreien ihr Vater sein könnte. Die Informationen zur Vaterschaft hat sie aus dem Tagebuch ihrer Mutter Donna. Sophie zeigt wenig später ihren besten Freundinnen Lisa und Ali das Tagebuch und sie lesen daraus vor. (Honey, Honey) Währenddessen steckt Donna mitten in den Vorbereitungen für die anstehende Hochzeit. Sie bekommt Besuch von ihren alten Freundinnen Rosie und Tanja. Früher sangen sie zusammen in der Band Donna and the Dynamos. Donna klagt ihren Freundinnen das Leid ihrer stressigen Arbeit und träumt davon reich zu sein. (Money, Money, Money) Kurze Zeit nachdem Donna und ihre Freundinnen verschwunden sind, tauchen die drei möglichen Väter Sam, Bill und Harry auf. Sophie empfängt sie und erzählt ihnen, dass sie Überraschungsgäste für Donna seien. (Thank You for the Music) Donna bemerkt schließlich ihre Gäste. Als sie Sam sieht, erinnert sie sich an die alte Zeit zurück, als er sie sehr verletzt hat. (Mamma Mia) Donna verschwindet traurig in ihr Zimmer. Rosie und Tanja versuchen sie zu trösten. (Chiquitita) Um Donna auf andere Gedanken zu bringen, entdecken die beiden ihre alten Bandkostüme und lassen die Zeit Revue passieren. (Dancing Queen) Den letzten Tag will Sophie mit Sky in trauter Zweisamkeit am Strand verbringen. Allerdings kommen ihnen Skys Freunde dazwischen, die mit ihm einen Junggesellenabschied planen. (Lay All Your Love on Me) Am Abend feiert Sophie mit ihren Freundinnen ihren Junggesellenabschied. Als Showact treten Donna, Tanja und Rosie auf. (Super Trouper) Danach tauchen auch die Jungs auf der Party auf. (Gimme! Gimme! Gimme!) Sophie und Bill haben währenddessen ein intensives Gespräch. (The Name of the Game) Schließlich glauben sowohl Sam, Bill als auch Harry, sie seien der Vater von Sophie und teilen nach und nach Sophie mit, dass sie sie zum Traualtar führen werden.(Voulez-Vous)

### 2. Akt
Sophie plagt ein schlimmer Albtraum, denn sie weiß nicht, wie sie die Vaterfrage lösen soll. (Under Attack) Am nächsten Tag will sich Sam mit Donna aussprechen und entschuldigt sich bei ihr. (S.O.S.) Außerhalb macht sich Pepper an Tanja ran. Sie warnt ihn vor dem großen Altersunterschied, doch Pepper will Tanja davon überzeugen, dass sie ein Paar werden. (Does Your Mother Know). Als Donna Sophie für ihre Hochzeit fertig macht, schwelgt sie in Erinnerungen. (Slipping Through My Fingers). Trotz Sams Entschuldigung klagt Donna ihm noch einmal ihr Leid. (The Winner Takes It All). Rosie und Bill bereiten währenddessen den Hochzeitssaal vor. Rosie hat Gefallen an Bill gefunden und versucht ihn, zu einer Beziehung zu überreden. (Take a Chance on Me) Die Hochzeit ist im vollen Gange. Sophie und Sky entscheiden sich vor dem Traualtar doch nicht zu heiraten, um gemeinsam um die Welt zu segeln. Kurzerhand macht Sam Donna einen Heiratsantrag und die beiden heiraten. (I Do, I Do, I Do, I Do, I Do) Wer Sophies Vater ist, ist für sie unwichtig. Sophie verabschiedet sich von ihrer Familie und begibt sich mit Sky auf eine Reise. (I Have a Dream (reprise))

## Die Lieder im Musical

### 1. Akt
- Prolog (instrumentales Medley)
- Mich trägt mein Traum (Gesang: Sophie; Original-Song: I Have a Dream)
- Honey, Honey (Sophie, Ali und Lisa)
- Money, Money, Money (Donna; in Großbritannien: Tanja, Rosie und Pepper)
- Danke für die Lieder (Sophie, Harry, Sam und Bill; Thank You for the Music)
- Mamma Mia (Donna)
- Chiquitita (Donna, Rosie und Tanja)
- Dancing Queen (Donna, Rosie und Tanja)
- Leg Dein Herz an eine Leine (Sophie und Sky; Lay All Your Love on Me)
- Super Trouper (Donna, Rosie und Tanja)
- Gib mir, gib mir, gib mir! (Ensemble; Gimme! Gimme! Gimme!)
- Was ist das für ein Spiel? (Sophie und Bill; The Name of the Game)
- Voulez-Vous (Ensemble)

### 2. Akt
- Entr’acte (instrumentales Medley)
- Unter Beschuss (Sophie; Under Attack)
- Einer von uns (Donna; One of Us)
- S. O. S. (Donna und Sam)
- Wenn das Mami wüsst’ (Tanja und Pepper; Does Your Mother Know)
- Ich bin ich, Du bist Du (Sam; Knowing Me, Knowing You)
- Unser Sommer (Donna und Harry; Our Last Summer)
- Durch meine Finger rinnt die Zeit (Donna und Sophie; Slipping Through My Fingers)
- Der Sieger hat die Wahl (Donna; The Winner Takes It All)
- Komm und wag’s mit mir (Rosie und Bill; Take a Chance on Me)
- Ich will, ich will, ich will (Donna, Sam und Ensemble; I Do, I Do, I Do, I Do, I Do)
- Mich trägt mein Traum (reprise) (Sophie; I Have A Dream)

Mittlerweile wurde die Musik des Musicals in sieben verschiedenen Sprachen als so genanntes „Original Cast Recording Album“ veröffentlicht. Neben der englischen Originalversion gibt es eine deutsche, niederländische, schwedische, spanische, koreanische und französische Fassung.

## Premiere und Spielorte

### Allgemein
Das Musical hatte seine erste inoffizielle Aufführung am 23. März 1999 in London. Die offizielle Weltpremiere fand am 6. April 1999 im Londoner Prince Edward Theatre statt – exakt 25 Jahre nach dem Sieg der Popgruppe ABBA beim Eurovision Song Contest mit ihrem Song Waterloo am 6. April 1974. Die Hamburger Fassung war die erste nicht-englischsprachige Version des Musicals. Die deutschen Dialoge wurden von Ruth Deny und die Songtexte vom bekannten Musical-Librettisten Michael Kunze geschrieben, von dem unter anderem bereits die deutschen Versionen von Cats, Das Phantom der Oper und Evita stammen und der regelmäßig für Udo Jürgens Liedtexte schrieb.

### Besondere Premieren
- Weltpremiere: 6. April 1999 im Prince Edward Theatre in London
- US-Premiere: 15. November 2000 im Orpheum Theatre in San Francisco
- Broadway-Premiere: 18. Oktober 2001 im Winter Garden Theatre in New York
- Deutschland-Premiere: 3. November 2002 im Operettenhaus in Hamburg
- Internationale Tour-Premiere: 4. September 2004 im The Point Theatre in Dublin (Öffentliche Premiere am 9. September 2005)

### Aktuelle Spielorte

#### Feste Spielorte
Mit Stand März 2025 wird Mamma Mia! an folgenden festen Spielorten aufgeführt:
| Land                   | Spielort | Theater         | Premiere      | Letzte Vorstellung |
| ---------------------- | -------- | --------------- | ------------- | ------------------ |
| Vereinigtes Königreich | London   | Novello Theatre | 1. Sep. 20121 | – offen –          |

1 Mamma Mia! läuft bereits seit 1999 in London, hat jedoch seither zweimal die Spielstätte gewechselt.

#### Tourneen
Des Weiteren tourt Mamma Mia! auf der UK & International Tour durch wechselnde Länder und Städte in Europa. Außerdem ist gegenwärtig eine Produktion auf Schiffen der Royal Caribbean Cruise Line zu sehen.

### Frühere Spielorte

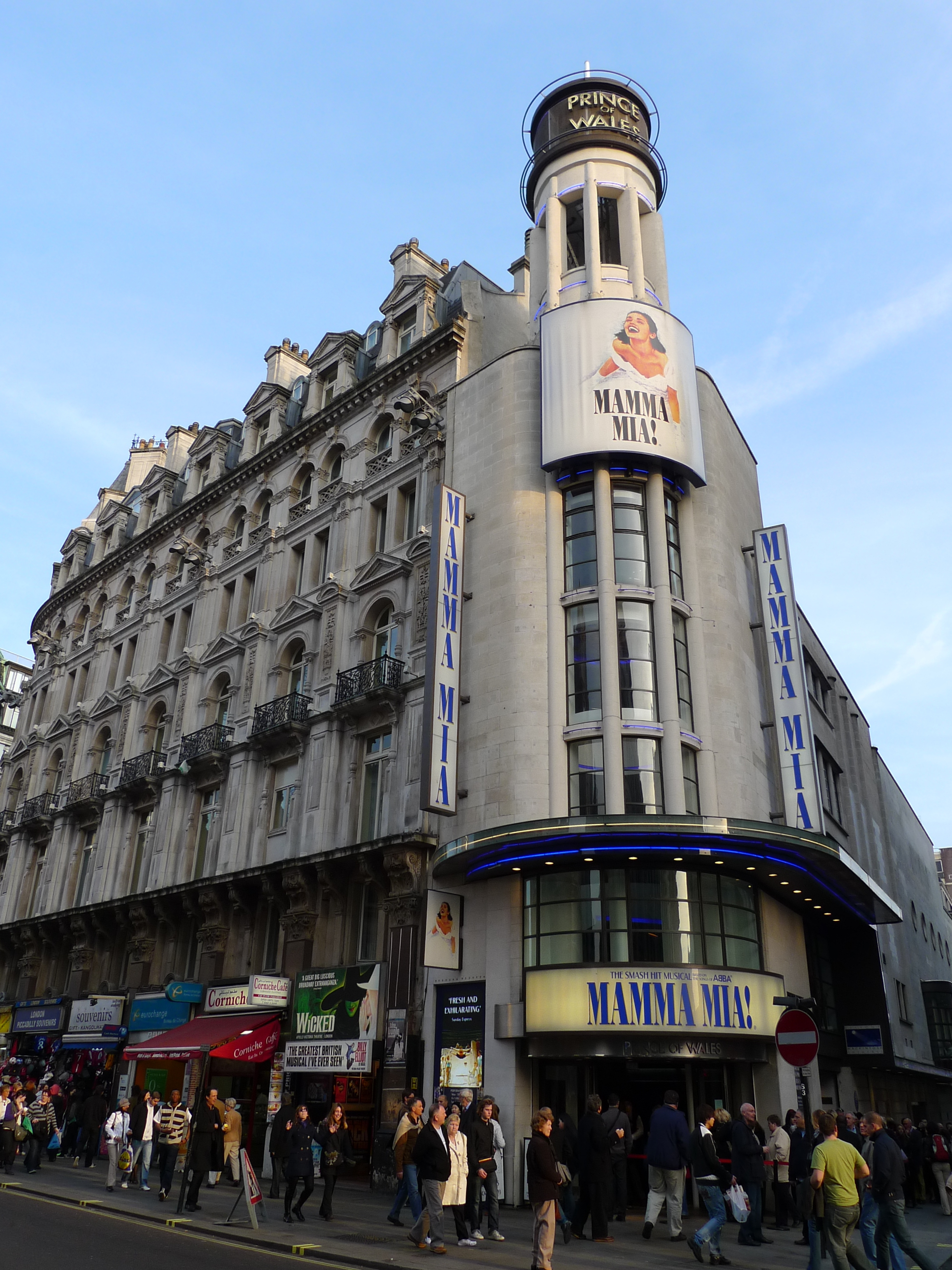
Mamma Mia! im Prince of Wales Theatre in London

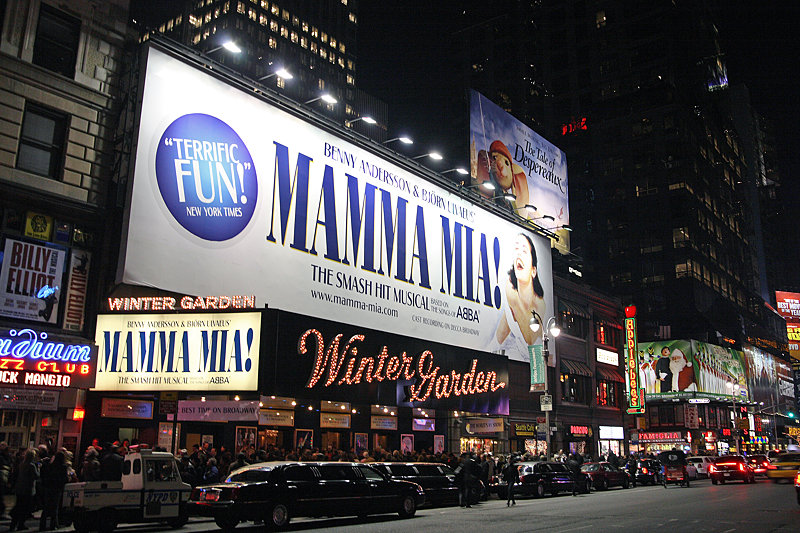
Mamma Mia! im Winter Garden Theatre in New York City

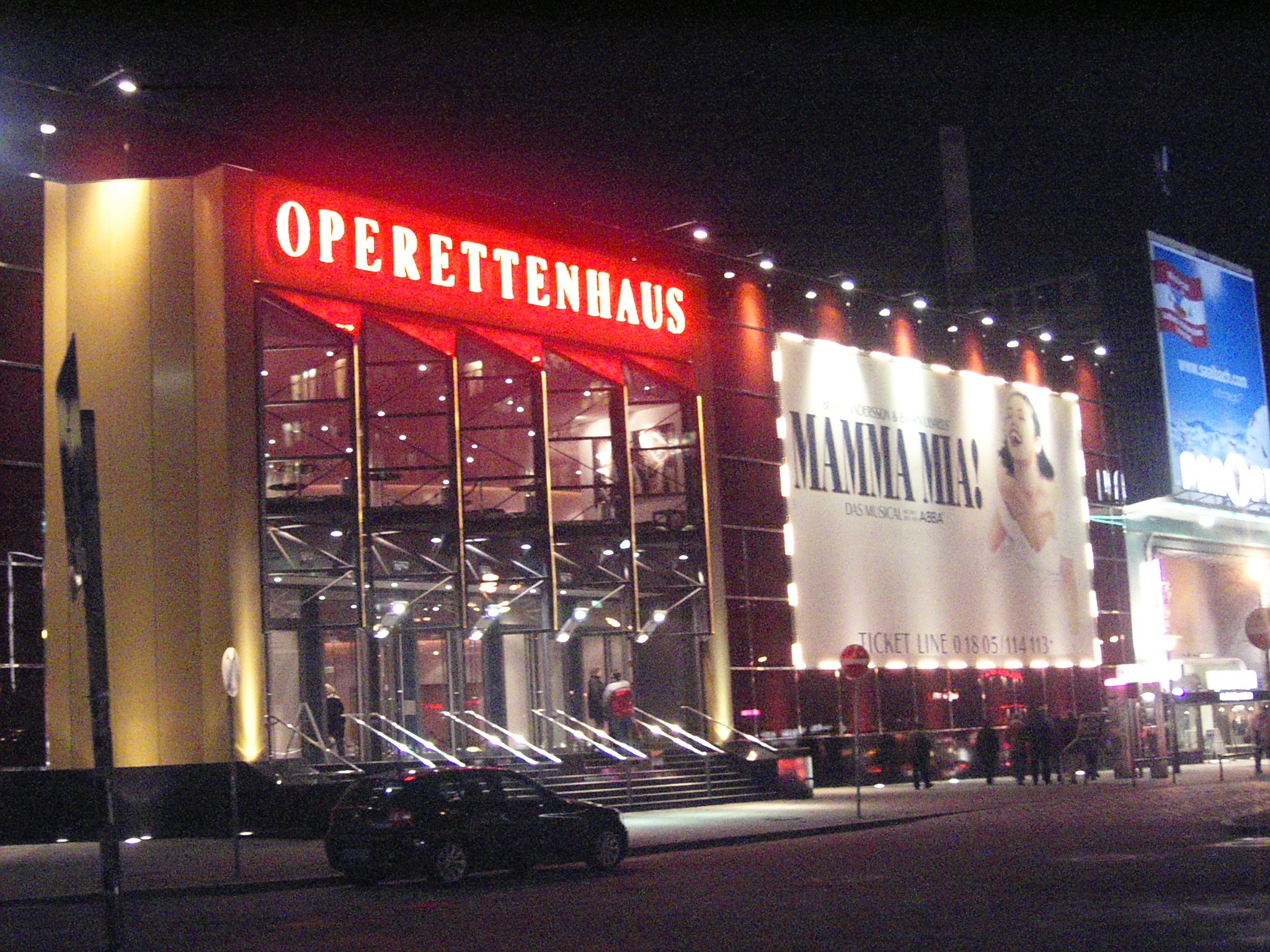
Mamma Mia! im Operettenhaus in Hamburg

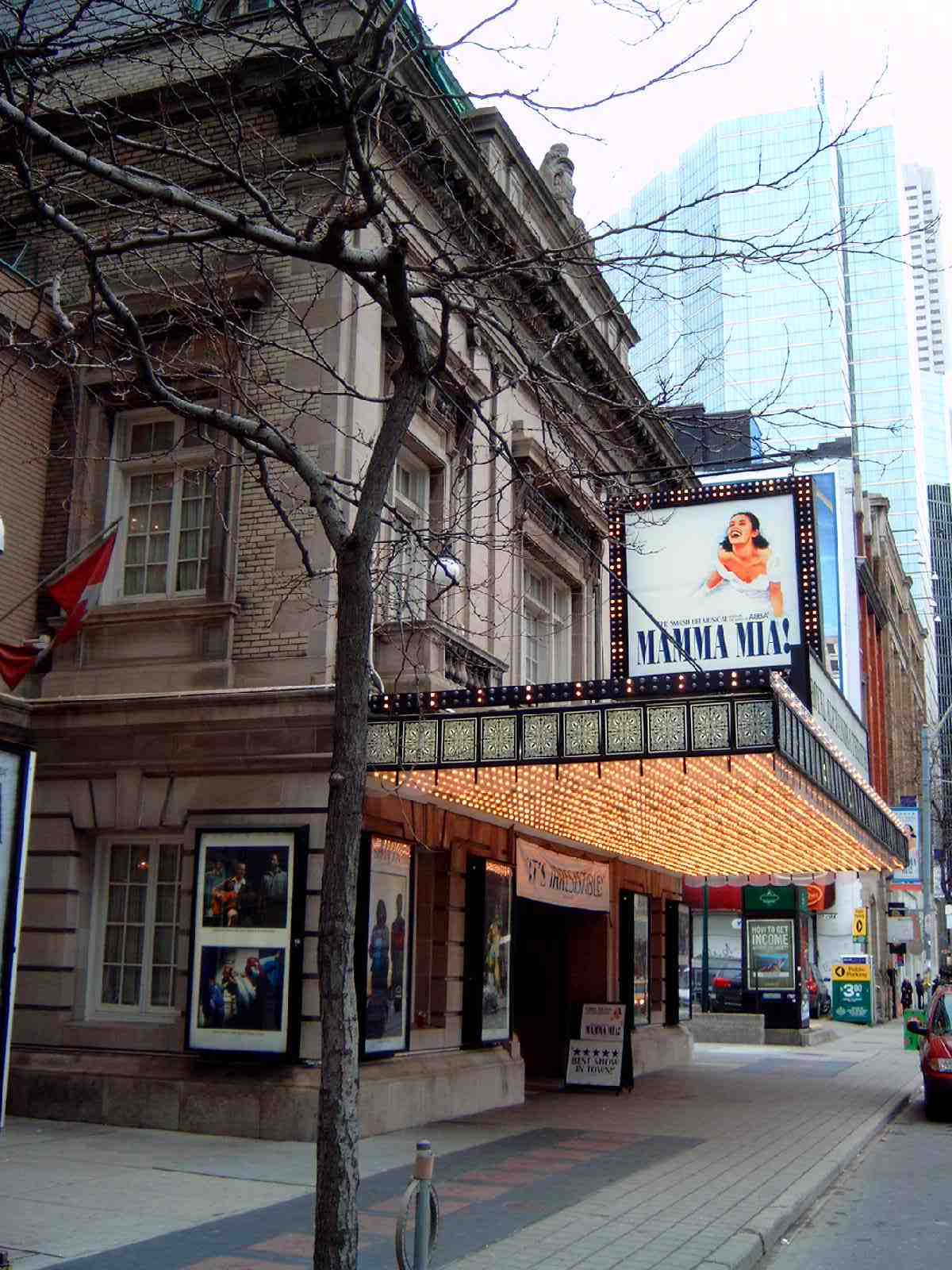
Mamma Mia! im Royal Alexandra Theatre in Toronto

Die nachfolgende Aufstellung berücksichtigt alle früheren Spielorte mit dauerhaften Produktionen von Mamma Mia!, die in jeweiliger Landessprache aufgeführt wurden. Die zahlreichen Spielorte der länderspezifischen und internationalen Tourneeversionen sind hier nicht aufgeführt.
| Land           | Spielorte    | Theater                               | Premiere      | Letzte Vorstellung |
| -------------- | ------------ | ------------------------------------- | ------------- | ------------------ |
| Australien     | Melbourne    | Princess Theatre                      | 9. Juni 2001  | 23. Juni 2002      |
| Belgien        | Antwerpen    | Stadsschouwburg                       | 12. März 2006 | 2. Juli 2006       |
| Brasilien      | São Paulo    | Teatro Paramount                      | 10. Nov. 2010 |                    |
| Dänemark       | Kopenhagen   | Koncertsalen i Tivoli                 | 15. Okt. 2010 | 27. März 2011      |
| Dänemark       | Arhus        | Musikhuset Århus                      | 24. Nov. 2011 |                    |
| Deutschland    | Berlin       | Theater am Potsdamer Platz            | 18. Okt. 2007 | 26. Jan. 2009      |
| Deutschland    | Berlin       | Theater des Westens                   | 26. Okt. 2014 | 14. Feb. 2015      |
| Deutschland    | Berlin       | Theater des Westens                   | 22. Sep. 2019 | 12. März 2020      |
| Deutschland    | Essen        | Colosseum Theater                     | 6. Mai 2007   | 27. Juli 2008      |
| Deutschland    | Hamburg      | Operettenhaus                         | 3. Nov. 2002  | 8. Sep. 2007       |
| Deutschland    | Hamburg      | Neue Flora                            | 11. Sep. 2022 | 21. Jan. 2024      |
| Deutschland    | Oberhausen   | Metronom Theater                      | 5. März 2015  | 2. Okt. 2015       |
| Deutschland    | Stuttgart    | Palladium-Theater                     | 18. Juli 2004 | 9. Sep. 2007       |
| Deutschland    | Stuttgart    | Palladium-Theater                     | 14. Feb. 2013 | 5. Okt. 2014       |
| Finnland       | Helsinki     | The Swedish National Theatre          | 27. Sep. 2014 |                    |
| Frankreich     | Paris        | Théâtre Mogador                       | 28. Okt. 2010 | 1. Juli 2012       |
| Großbritannien | London       | Prince Edward Theatre Weltpremiere    | 6. Apr. 1999  | 27. Mai 2004       |
| Großbritannien | London       | Prince of Wales Theatre               | Juni 2004     | Aug. 2012          |
| Italien        | Mailand      | Teatro Nazionale                      | 25. Sep. 2010 | Apr. 2011          |
| Italien        | Rom          | Teatro Brancaccio                     | 13. Okt. 2011 | Feb. 2012          |
| Japan          | Fukuoka      | City Theatre                          | 19. Mai 2007  | 30. Sep. 2007      |
| Japan          | Nagoya       | Shiki Shin Nagoya Musical Theatre     | 26. Feb. 2008 | 28. Feb. 2009      |
| Japan          | Osaka        | Shiki Theatre                         | 9. Jan. 2005  | 12. Feb. 2007      |
| Japan          | Tokio        | Dentsu Shiki Theatre SEA              | 1. Dez. 2002  | 28. Nov. 2004      |
| Kanada         | Toronto      | Royal Alexandra Theatre               | 23. Mai 2000  | 22. Mai 2005       |
| Mexiko         | Mexiko-Stadt | Centro Cultural Telmex 1              | 29. Juli 2009 |                    |
| Niederlande    | Utrecht      | Beatrix Theater                       | 9. Nov. 2003  | 12. Feb. 2006      |
| Niederlande    | Utrecht      | Beatrix Theater                       | 23. Sep. 2018 | 29. Dez. 2019      |
| Norwegen       | Oslo         | Folketeatret                          | 19. März 2009 | 19. Dez. 2009      |
| Österreich     | Wien         | Raimund Theater                       | 19. März 2014 | 28. Juni 2015      |
| Polen          | Warschau     | Teatr Muzyczny Roma                   | 21. Feb. 2015 |                    |
| Russland       | Moskau       | MDM Theatre                           | 14. Okt. 2006 | 30. Apr. 2008      |
| Schweden       | Göteborg     | Scandinavium                          | 9. Mai 2007   | 17. Juni 2007      |
| Schweden       | Stockholm    | Cirkus Teater                         | 12. Feb. 2005 | 7. Jan. 2007       |
| Slowakei       | Bratislava   | Divadlo Nová scéna                    | 11. Nov. 2017 | 9. Dez. 2018       |
| Spanien        | Barcelona    | Barcelona Teatre Musical              | 29. Nov. 2007 | 11. Jan. 2009      |
| Spanien        | Barcelona    | Teatre Tívoli                         | 26. Nov. 2015 | 27. Feb. 2016      |
| Spanien        | Madrid       | Teatro Lope de Vega                   | 11. Nov. 2004 | 3. Juni 2007       |
| Spanien        | Madrid       | Teatro Coliseum                       | 8. Sep. 2010  | 9. Jan. 2011       |
| Südkorea       | Daegu        | Kei Myung Art Center                  | 21. Nov. 2008 | Jan. 2009          |
| Südkorea       | Seongnam     | Seongnam Arts Center                  | 20. Jan. 2007 | 25. März 2007      |
| Südkorea       | Seoul        | Seoul Arts Centre / Charlotte Theatre | 25. Jan. 2004 | 2008               |
| USA            | Las Vegas    | Mandalay Bay Theatre                  | 23. Feb. 2003 | 4. Jan. 2009       |
| USA            | New York     | Winter Garden Theatre                 | 18. Okt. 2001 | 19. Okt. 2013      |
| USA            | New York     | Broadhurst Theatre                    | 2. Nov. 2013  | 12. Sep. 2015      |
| 21             | 35           |                                       |               |                    |

### Internationale Tourneeproduktionen
Seit 2000 gibt es von dem Musical Mamma Mia! internationale Tourneeproduktionen, die bislang in über 350 Städten in Asien, Europa und Nordamerika sowie Australien, Neuseeland und Südafrika mit jeweils ein- oder mehrwöchiger Spielzeit gastieren. Teilweise gastierte das Musical bereits mehrmals in einigen dieser Städte (Nennung jeweils in alphabetischer Reihenfolge).

#### International Tour
- Major International Tour (September 2004 bis Januar 2005): Dublin und Edinburgh
- International Tour (später: UK & International Tour): Fortsetzung der Major International Tour mit weltweiten Tourgastspielen (außer in Nordamerika) bis mindestens März 2026.

#### North American Tour
Nach ersten Tour-Gastspielen in den USA begann im Februar 2002 in der amerikanischen Stadt Providence im US-Bundesstaat Rhode Island offiziell die US-Tour, die bis heute in über 170 nordamerikanischen Städten mit über 3.250 Aufführungen gastierte.
- US-Tour 2000/2001: Chicago, Los Angeles und San Francisco
- US-Tour 2003/2004: u. a. Boston, Chicago, Detroit, Los Angeles, Minneapolis, Philadelphia und San Francisco
- U.S. National Tour (Nordamerika-Tour 2006; Januar bis Juli 2006): 20 Städte in den USA und drei Städte in Mexiko; nachträglich zusätzliche Aufführungen von August bis zum 10. Dezember 2006 sowie in Chicago (Illinois) vom 12.–31. Dezember 2006
- North American Tour (Fortsetzung der U.S. National Tour 2006): Diese Tourneeproduktion gastiert seit Januar 2007 in Großstädten in Nordamerika, Kanada und Mexiko. Weitere Aufführungen in US-amerikanischen Städten wurden vom Tour-Management bislang bis Juni 2025 angekündigt (Stand: März 2025).[3]

#### Sonstige
- Australasia-Tour 2001–2003
- Adelaide (3 Monate Spielzeit), Brisbane (3 Mon. im Jahr 2002 und 3 Mon. im Jahr 2004/2005), Melbourne (Auftakt am 9. Juni 2001; 12½ Mon. im Jahr 2001/2002 und 4 Mon. im Jahr 2005), Perth (2 Mon.), Sydney (12½ Mon. im Jahr 2002/2003) sowie Auckland, Hongkong und Singapur
- Australian-Tour 2009/2010 (24. Oktober 2009 – 19. September 2010): Brisbane, Melbourne, Perth und Sydney
- Canadian-Tour 2005: Calgary, Edmonton, Montreal, Ottawa, Regina, Vancouver und Winnipeg
- China-Tour 2018
- Deutschland-Tour 2005: (30. August – 26. Dezember 2005): Berlin, Erfurt, Frankfurt am Main, Köln (Auftakt am 30. August 2005), Leipzig, München und Oberhausen
- Deutschland-Tour 2010 („Mamma Mia!“ live, 28. Januar – 28. März 2010): Baden-Baden, Frankfurt am Main (Auftakt am 28. Januar 2010), Hannover, München und Nürnberg
- Deutschland-Österreich-Schweiz 2018/2019 (11. Oktober 2018 – 2. Mai 2019): Baden-Baden, Basel, Bregenz, Frankfurt am Main, Köln (Auftakt am 11. Oktober 2018), München, Wien und Zürich
- Dutch-Tour 2009/2010 (29. August 2009 – 25. Juli 2010): 15 Städte in den Niederlanden
- Frankreich-Tour 2012/2013 (7. September 2012 – 3. März 2013): 30 Städte in Frankreich
- Japanese-Tour 2010 (ab 23. Mai 2010): Hiroshima, Shizuoka und Sendai
- Japanese Tour (Fortsetzung der Japanese-Tour 2010): Tokio (12. Dezember 2010 – 4. September 2011), Kyōto (23. Oktober 2011 – 8. April 2012), Sapporo (26. September 2012 – 20. Januar 2013), Tokio (12. Dezember 2013 – 6. Juni 2014), Tokio (2. September 2014 – 8. Februar 2015), Nagoya (Eröffnung März 2015)
- Korean-Tour 2010 (ab 4. Mai 2010): 18 Städte in Korea
- South African-Tour 2010 (15. August 2010 – 2. Januar 2011): Kapstadt und Johannesburg
- Spanish-Tour 2009/2010 (6. August 2009 – 1. August 2010): 27 Städte in Spanien

## Besetzung
Besetzung Deutschland
| Mamma Mia! Deutschland | Donna                | Sophie                | Sky                 | Harry                   | Sam                   | Bill                  | Rosie              | Tanja                   |
| ---------------------- | -------------------- | --------------------- | ------------------- | ----------------------- | --------------------- | --------------------- | ------------------ | ----------------------- |
| Hamburg (2002)         | Carolin Fortenbacher | Katja Berg            | Jörg Neubauer       | Cusch Jung              | Frank Logemann        | Ulrich Wiggers        | Jasna Ivir         | Kerstin Marie Mäkelburg |
| Stuttgart (2004)       | Jasna Ivir           | Ina Trabesinger       | Armin Kahl          | Tilo Keiner             | Andreas Lichtenberger | Marc Hetterle         | Iris Schumacher    | Franziska Becker        |
| Essen (2007)           | Lone van Roosendaal  | Romina Langenhan      | Daniel Berini       | Tom Zahner              | Andreas Lichtenberger | Jörg Zuch             | Stephanie Tschöppe | Kerstin Marie Mäkelburg |
| Berlin (2007)          | Jasna Ivir           | Melanie Ortner        | Patrick Stamme      | Detlef Leistenschneider | Ulrich Wiggers        | Andreas Lichtenberger | Iris Schumacher    | Betty Vermeulen         |
| Stuttgart (2013)       | Sabine Mayer         | Eva Serrarens         | Dirk Johnston       | Ramin Dustdar           | Jerry Marwig          | Jörg Zuch             | Barbara Raunegger  | Betty Vermeulen         |
| Berlin (2014)          | Sabine Mayer         | Lara Grünfeld         | Marc Früh           | Cusch Jung              | Jerry Marwig          | Jörg Zuch             | Barbara Raunegger  | Betty Vermeulen         |
| Oberhausen (2015)      | Carina Sandhaus      | Lara Grünfeld         | Marc Früh           | Ramin Dustdar           | Jerry Marwig          | Jörg Zuch             | Barbara Raunegger  | Kerstin Marie Mäkelburg |
| Tournee (2018)         | Sabine Mayer         | Katharina Gorgi       | Marvin Kobus Schütt | Detlef Leistenschneider | Karim Khawatmi        | Jörg Zuch             | Barbara Raunegger  | Betty Vermeulen         |
| Berlin (2019)          | Sabine Mayer         | Katharina Gorgi       | Benét Monteiro      | Detlef Leistenschneider | Karim Khawatmi        | Jörg Zuch             | Barbara Raunegger  | Betty Vermeulen         |
| Hamburg (2022)         | Sabine Mayer         | Rose-Anne van Elswijk | Naidjim Severina    | Detlef Leistenschneider | Sascha Oliver Bauer   | Tetje Mierendorf      | Franziska Lessing  | Jennifer van Brenk      |
| Tecklenburg (2024)     | Wietske van Tongeren | Celena Pieper         | Andrew Chadwick     | Alexander di Capri      | Oliver Arno           | Benjamin Eberling     | Navina Heyne       | Rachel Marshall         |

Besetzung Österreich
| Mamma Mia!      | Donna           | Sophie           | Sky               | Harry            | Sam           | Bill          | Rosie            | Tanja             |
| --------------- | --------------- | ---------------- | ----------------- | ---------------- | ------------- | ------------- | ---------------- | ----------------- |
| Wien (2014)     | Ana Milva Gomes | Madeleine Lauw   | Andreas Wanasek   | Ramin Dustar     | Boris Pfeifer | Martin Muliar | Jacqueline Braun | Susa Meyer        |
| Mörbisch (2023) | Bettina Mönch   | Anna Rosa Döller | Timotheus Hollweg | Christof Messner | Lukas Perman  | Peter Lesiak  | Milica Jovanović | Ines Hengl-Pirker |

## Zuschauerzahlen
Seit der Weltpremiere 1999 hatten bis 2012 weltweit bislang über 42 Millionen Menschen das Musical Mamma Mia! gesehen – das sind täglich etwa 8.840 Zuschauer. Bis zum Ende des Sommers 2015 gab es 49 verschiedene Produktionen in insgesamt 16 Sprachen, die von 60 Millionen Zuschauern besucht worden waren. Über 5 Millionen Besucher sahen die Aufführungen in den vier deutschen Theatern in Berlin, Essen, Hamburg und Stuttgart.

## Rechtliches

### Rechte und Lizenzrechte
Die Firma Stage Entertainment (früher: Stage Holding) hat vom englischen Lizenzgeber Littlestar Services Ltd. die exklusiven Rechte u. a. für die deutschen Bühnenproduktionen des Musicals Mamma Mia! erworben.
Die Urheberrechte an den Musikstücken liegen aber bei den Komponisten Benny Andersson und Björn Ulvaeus und gelten sowohl für öffentliche Aufführungen der Musikstücke als auch ihre bühnenmäßige Darstellung, wobei „die bühnenmäßige Darstellung nicht unbedingt eine szenische Umsetzung des Liedtextes enthalten muss“. (Dabei ist rechtlich noch abzugrenzen zwischen einer eigenständigen Einlage und der Integration eines Liedes in die Handlung eines Bühnenstückes, bei dem sich der Liedertext aus der jeweiligen Situation des Gesamtbühnenwerkes verstehen lässt.)

### Rechtsstreit in Deutschland
Im Jahr 2002 wollte die Gastspiel- und Theaterdirektion Gerhartz GmbH ohne Lizenzgenehmigung eine eigene Bühnenproduktion „Mamma Mia – Come Together“ in verschiedenen deutschen Städten aufführen. Am 16. September 2002 untersagte aber das Landgericht Hamburg in einer einstweiligen Verfügung der Gerhartz GmbH, in ihrer Tourneeproduktion Songs der Popgruppe ABBA zu benutzen sowie das Musical öffentlich zu bewerben. Der Widerspruch der Gastspiel- und Theaterdirektion Gerhartz GmbH wurde vom Landgericht abgelehnt und die einstweilige Verfügung wurde am 1. Oktober 2002 bestätigt.
Nach einer am 20. März 2003 geschlossenen Verhandlung durch die Richter haben die Parteien den Rechtsstreit in der Hauptsache übereinstimmend für erledigt erklärt, so dass ein abschließender Beschluss des Hanseatischen Oberlandesgerichtes in Hamburg diese rechtliche Auseinandersetzung beendete.

## Verfilmung
Hauptartikel: Mamma Mia! (Film)
Bereits Ende 2005 kündigte Björn Ulvaeus in einem Interview mit dem belgischen Internetportal musicalsite.be an, dass eine eigenständige Filmversion des Musicals Mamma Mia! in Vorbereitung sei. Diese wurde am 20. April 2006 durch einen Bericht der Stockholmer Zeitung Dagens Nyheter bekräftigt, die berichtete, dass die Produktionsgesellschaft Playtone des US-amerikanischen Schauspielers Tom Hanks die Rechte an dem Musical gekauft habe, und einen Kinofilm produzieren wolle.
Die Hauptrollen übernahmen Amanda Seyfried als Sophie, Meryl Streep als Donna, Julie Walters als Rosie, Christine Baranski als Tanja, Pierce Brosnan als Sam, Stellan Skarsgård als Bill, Colin Firth als Harry und Dominic Cooper als Sky.
Die Weltpremiere fand am 30. Juni 2008 in London statt. Am 3. Juli 2008 kam der Film in die griechischen Kinos und am 4. Juli 2008 in die britischen; der Kinostart in Deutschland und in Österreich war am 17. Juli 2008.

## Liederbücher
- Mamma Mia! Songbook mit deutschen Texten des Musicals, arrangiert für Klavier, Gesang & Gitarre. Bosworth Music, 2005, ISBN 978-3-86543-134-9